# Alec Bedser
Sir Alec Victor Bedser, CBE (* 4. Juli 1918 in Reading; † 4. April 2010 in Woking), war ein englischer Cricketspieler. Nach dem Ende seiner aktiven Karriere war er unter anderem Vorsitzender des englischen Auswahl-Komitees (chairman of selectors) und Präsident des Surrey County Cricket Clubs. Sein Zwillingsbruder Eric Bedser war ebenfalls Profispieler für Surrey, ohne allerdings je für England gespielt zu haben.

## Aktive Karriere
Bedser galt als ausgezeichneter Right-arm medium-fast Bowler. Seine Profikarriere für den Surrey CCC umspannte die Jahre von 1939 bis 1960, unterbrochen durch den Zweiten Weltkrieg. Sein Debüt für England gab er im Juni 1946 gegen Indien, sein letztes Test-Match war im Juli 1955 gegen Südafrika. Insgesamt spielte er in 485 First-Class Matches, davon 51 Test-Matches, in denen er 236 Wickets erreichte, bei einem Bowling-Durchschnitt von 24,89 Runs/Wicket. Für seinen Club Surrey war er eine wichtige Stütze und trug entscheidend zu den acht Meisterschaften zwischen 1950 und 1958 bei.

## Weitere Karriere
Nach seinem Rückzug vom aktiven Sport 1960 wurde Bedser Mitglied des nationalen Auswahl-Komitees (national selectors), das traditionell die Spieler der englischen Auswahl aufstellt. Diesem gehörte er 23 Jahre lang an, von 1969 bis 1981 als Vorsitzender. Während zweier Auslandstouren nach Australien war er Manager des englischen Teams. Er war Gründungsmitglied der The Freedom Association, welche das Apartheids-System in Südafrika unterstützte und gehörte zu den selectors, die dem farbigen gebürtigen Südafrikaner Basil D’Oliveira zunächst die Zustimmung für die 1968–69er Tour nach Südafrika verweigerten. Nachdem er angeblich gesagt hatte, nie One-Day Cricket zu verfolgen, „weil man dann genauso gut Baseball schauen könne“, wurde er 1976 als Preisrichter für Spiele des Benson & Hedges Cup ausgeschlossen. Kurz nachdem Ian Botham unmittelbar nach dem zweiten Test der später legendär gewordenen Ashes-Serie 1981 als Kapitän zurücktrat, erklärte Bedser, man hätte Botham sowieso gefeuert. Nach Abschluss der Saison wurde er dann als chairman of selectors von Peter May abgelöst. Im Jahr 1987 wurde er Präsident des Surrey County Cricket Clubs.

## Ehrungen
1947 war Bedser einer der fünf Wisden Cricketers of the Year. Im Jahr 1996 wurde er aufgrund seiner Verdienste um den Cricketsport in den Ritterstand erhoben. Im Oktober 2004 wählte der Wisden Cricketer Bedser in die Auswahl von England’s Greatest Post-War XI.